# کاستلار گویدوبونو
کاستلار گویدوبونو (به ایتالیایی: Castellar Guidobono) یک کومونه در ایتالیا است که در استان آلساندریا واقع شده‌است.

## خصوصیات
کاستلار گویدوبونو ۲٫۵ کیلومترمربع مساحت و ۴۰۴ نفر جمعیت دارد و ۱۴۴ متر بالاتر از سطح دریا واقع شده‌است.